# Хуанхе (арктична станція)

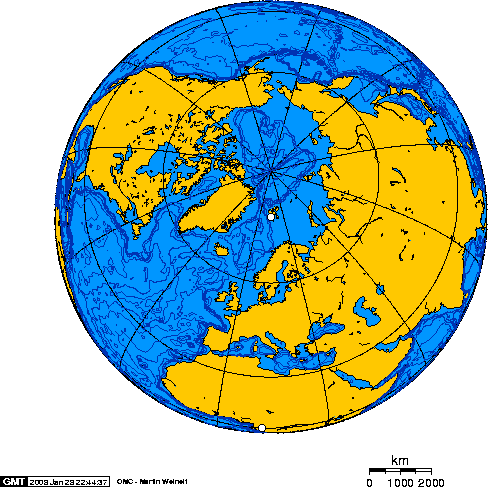
Ортографічна проєкція для станції Хуанхе

78°55′24″ пн. ш. 11°56′04″ сх. д. / 78.9232° пн. ш. 11.9345° сх. д.
Хуанхе (кит. трад. 黃河站, спр. 黄河站, піньїнь: Huánghé Zhàn) — китайська науково-дослідна станція в Арктиці, відкрита 2003 року «Полярним науково-дослідним інститутом Китаю» поруч із селищем Ню-Олесунн на норвезькому архіпелазі  Шпіцберген. 

## Історія
Станція «Хуанхе» розпочала свою діяльність у липні 2004 року, є першою арктичною дослідницькою станцією КНР. Вона розташована на північній широті 79 ° у невеликому селищі Ню-Олесунн на норвезькому архіпелазі Шпіцберген.
На арктичній станції Китай успішно провів декілька арктичних наукових експедицій, використовуючи як платформи науково-дослідні судна-криголами «Сюелун» («Сніговий дракон») і «Сюелун-2» та Китайсько-ісландську арктичну наукову обсерваторію.
Після пандемії, починаючи з липня 2023 року, на станції «Хуанхе» поступово почали відновлюватися наукові експедиції, в рамках яких, вчені здійснюють низку оперативних досліджень та наукових проєктів.

## Напрямки наукових досліджень
Вчені на станції здійснюють наукові дослідження у низці напрямків, таких як гляціологія, екології суші та моря, космічній фізиці. Також  вивчаються північне сяйво і замерзлі мікроорганізми, проводяться моніторинги льодовиків та метеорологічні дослідження.